# Eggenstedt
Eggenstedt o en baix alemany Ejjenstee és un nucli del municipi de Wanzleben-Börde a l'estat de Saxònia-Anhalt que té uns 168 habitants (2008). Des de la Segona Guerra Mundial, la població continua minvant, el 1939 encara tenia 419 habitants.
Es troba a la zona geogràfica del Magdeburger Börde caracteritzada per un terra molt fèrtil, el riu Aller (Àl·ler) hi neix, a l'oest del bosc Hohes Holz a uns 30 quilòmetres al nord de Magdeburg. El primer esment escrit Ekkenstede data del segle xi. Fins al 31 de desembre del 2009 era un municipi independent. El 1986 va fusionar amb Seehausen. Confrontat amb la despoblació continua de la zona, amb vuit altres municipis va fusionar per a formar la nova ciutat de Wanzleben-Börde.
Llocs d'interés
- L'inici de la ruta per a vianants lents Allerradweg (ruta de l'Aller)
- El bosc Hohes Holz
- La font de l'Àl·ler
- L'església, amb campanar del segle XII
- El parc i les ruïnes del castell al marge de l'Àl·ler

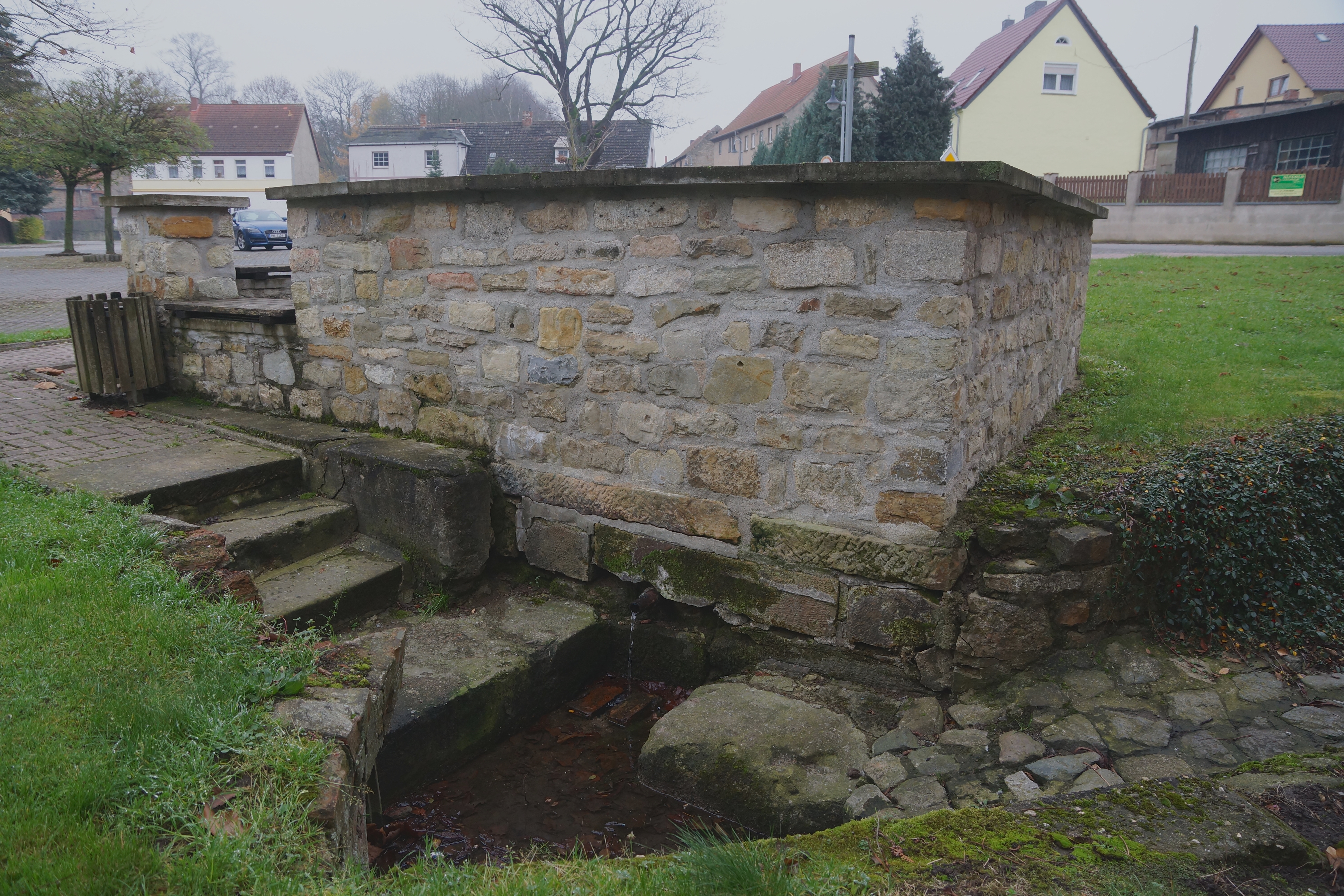
Font de l'Àl·ler
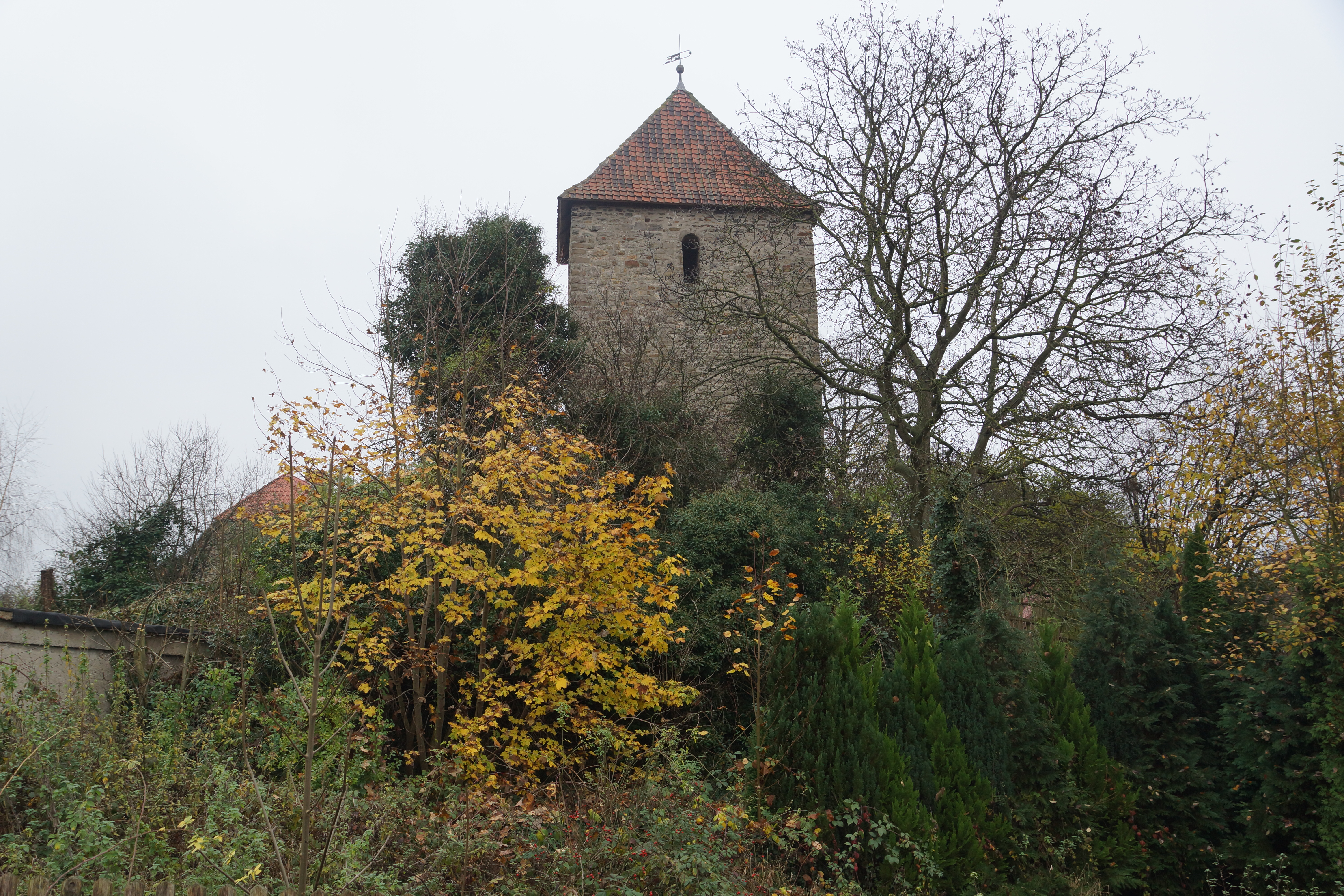
Campanar de l'església
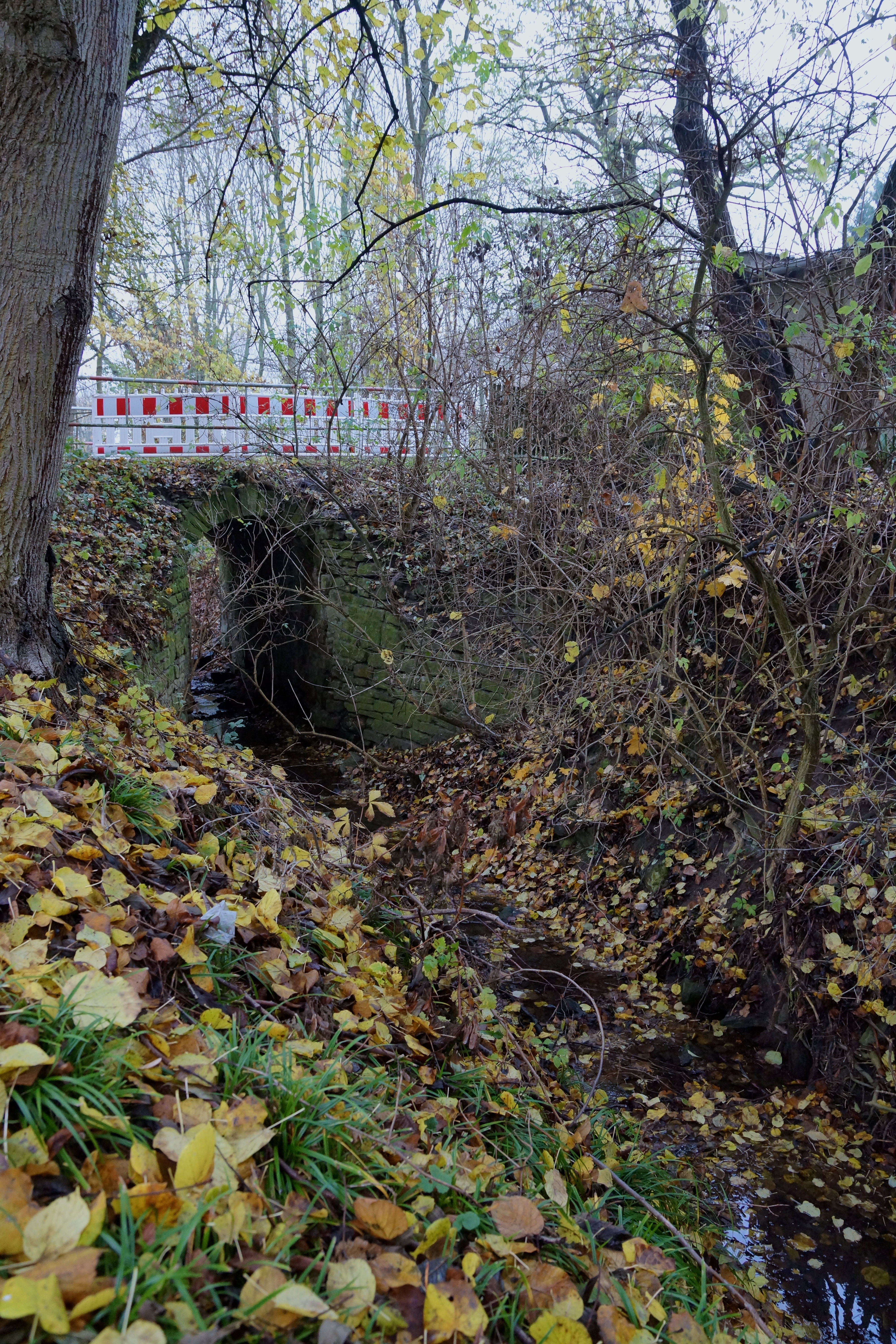
Primer pont de pedra a l'Àl·ler

## Enllaços i referències
A Wikimedia Commons hi ha contingut multimèdia relatiu a: Eggenstedt

1. ↑  Hansen, Albert; Schönfeld, Helmut. Holzland-ostfälisches Wörterbuch von Eilsleben und Klein Wanzleben.  Ummendörp: Kreisheimatmuseum, 1964, p. 185.
2. ↑  Rademacher, Michael. «Deutsche Verwaltungsgeschichte von der Reichseinigung 1871 bis zur Wiedervereinigung 1990» (en alemany). [Consulta: 22 octubre 2014].
3. ↑  «Chronik» Arxivat 2014-09-15 a Wayback Machine., Web official d'Eggenstedt, [Consulta 22 d'octubre del 2014]
4. ↑  Destatis. «Änderungen bei den Gemeinden Deutschlands, siehe 2009, 2. Liste (Modificiacions de municipis d'Alemanya, vegeu 2010)» (en alemany).   Statistische Bundesamt (Servei federal d'estadística), 2009. [Consulta: 20 octubre 2014].